# Віль (футбольний клуб)
Футбольний клуб «Віль 1900» (нім. Fussball Club Wil 1900) — швейцарський футбольний клуб з однойменного міста, заснований у 1900 році. Виступає в Челлендж-лізі. Домашні матчі приймає на стадіоні «Бергольц», місткістю 6 000 глядачів. Клуб постійно виступає у швейцарському другому ешелоні з моменту повернення у 1992 році, за винятком двох сезонів у Національній лізі А між 2002 та 2004 роками. Єдиним великим досягненням клубу став Кубок Швейцарії у 2004 році.
Клуб вважає своєю основною метою бути сходинкою для молодих гравців і тісно співпрацює з ФК «Санкт-Галлен». Він сприяв розвитку кількох гравців, які зараз грають у Суперлізі, деякі з них виступали в національній збірній Швейцарії, особливо Фабіан Шер.

## Досягнення
- Кубок Швейцарії
  - Володар: 2004.